# Владан Петров
Владан Петров (Смедерево, 4. јул 1975) српски је правник, универзитетски професор и судија. Петров је редовни професор Правног факултета Универзитета у Београду и судија Уставног суда Републике Србије. Од 2013. године је био заменик, а потом је 2021. године именован за српског члана Венецијанске комисије при Савету Европе. Редовни је гост телевизије Информер.

## Биографија

### Образовање и академска каријера
Петров је рођен у Смедереву 4. јула 1975. године. Дипломирао је на Правном факултету Универзитета у Београду 1999. године са просеком 9,80. За асистента на факултету је изабран 2000. године, на предмету Уставно право.
На истом факултету је 2002. године одбранио магистарску тезу „Сукоб домова у дводомом систему“, а 2005. године и докторску тезу „Енглески устав – природа и структура“. Током 2005. године је био на усавршавању при Међународној академији за уставно право (фр. L’ Académie Internationale de Droit Constitutionnel) у Тунису.
Од 2013. године је заменик члана Венецијанске комисије за Србију.
Од 2015. до 2019. године је био члан Комисије за помиловање председника Републике Србије.
Од 2016. године је редовни професор Правног факултета Универзитета у Београду на предметима Уставно право и Парламентарно право. Дуго је био продекан за наставу, а од априла до септембра 2018. године је био вршилац дужности декана Правног факултета Универзитета у Београду.
Од 2016. до 2019. године је био председник Дисциплинске комисије Универзитета у Београду.
Петров је био председник Управног одбора Института за упоредно право од марта до маја 2019. године.
Предавао је на Правном факултету Универзитета у Крагујевцу (2007-2009) и Дипломатској академији Министарства спољних послова (2012-2014). Своје предмете, као и Правосудно организационо право, испитивао је на правосудном испиту и државном стручном испиту при Министарству правде.
Општа седница Врховног касационог суда га је именовала за судију Уставног суда, а на дужност је ступио 9. маја 2019. године.
Учествовао је на јавним расправама Уставног суда о питањима Статута АП Војводине и Бриселском споразуму.
Члан је редакције научних часописа: Анали Правног факултета у Београду (2006-2018), Зборника радова наставника и сарадника Правног факултета Универзитета у Нишу и члан надзорног одбора часописа Наука, полиција и безбедност. Главни уредник је Архива за правне и друштвене науке.

## Приватни живот
- Био је ожењен Јованом са којом има сина Богдана. Тренутно чека дете са актуелном супругом Смиљаном Степић.[5]

## Дела

### Монографије
- Уставна и друга сабирања, Чигоја штампа, Београд, 2024.

- Уставно право, Правни факултет у Београду, Београд, 2022, стр. 402.
- Владан Петров, Марко Станковић, Уставно право, Правни факултет у Београду, Београд, 2020, стр. 586.
- Владан Петров, Марко Станковић, Танасије Маринковић, Збирка прописа из уставног права, Правни факултет у Београду, Београд, 2020, стр. 430.
- Владан Петров, Марко Станковић, Дарко Симовић, Људска права, Правни факултет у Београду, Београд, 2018, стр. 409.

- Сукоб домова у дводомном систему (објављена магистарска теза), „Службени гласник”, Београд, 2004, стр. 167.
- Енглески устав (објављена докторска дисертација), „Службени гласник”, Правни факултет у Београду, Београд, 2007, стр. 262,
- Оливера Вучић, Владан Петров, Дарко Симовић, Уставни судови бивших југословенских република – теорија, норма, пракса, Досије студио, Београд, 2010, стр. 420 (стр. 116-173, 233-248)

### Уџбеници
- Будимир П. Кошутић, Владан Петров, Државно уређење за први разред правне и биротехничке школе, Завод за уџбенике, Београд, 2009, стр. 108.
- Парламентарно право, Правни факултет Универзитета у Београду, Београд, 2010, стр. 200.